# Dammyrtjärnen, Västerbotten
Dammyrtjärnen är en sjö i Norsjö kommun i Västerbotten och ingår i Skellefteälvens huvudavrinningsområde.